# 愛を感じて
「愛を感じて」 (Can You Feel the Love Tonight) は、1994年公開のディズニーの長編アニメーション映画『ライオン・キング』の楽曲 で、エルトン・ジョンが作曲、ティム・ライスが作詞した。この映画のプロデューサーであるドン・ハーン、監督のロジャー・アレーズとロブ・ミンコフによると、この映画の中で「もっとも多様な役割」をもつ。この曲は全英シングルチャートで14位を記録し、アメリカ合衆国のBillboard Hot 100では 4位まで上昇した。Billboard Hot 100史上、ディズニーのアニメ映画の楽曲としては第2位のヒット曲である（2022年4月9日付時点）。また、フランスではナンバー1ヒットとなった。

## 解説
この曲は映画作中でクリストル・エドワーズ、ジョセフ・ウィリアムズ、サリー・ドゥオスキー、ネイサン・レイン、アーニー・サベラが歌い、エンディングではエルトン・ジョンが自らパフォーマンスを行う。この曲は、1994年のアカデミー歌曲賞を受賞し、ゴールデングローブ賞_主題歌賞も受賞した。また、エルトン・ジョンはグラミー賞最優秀男性ポップ歌手賞をこの曲で獲得している。
2003年に発売された『ライオンキング』のスペシャル・エディション・サウンドトラックには、再度エルトン・ジョンが歌うリミックス・バージョンが収録されている。

## 初期の制作
この曲は元々ティモン（ネイサン・レイン）とプンバァ（アーニー・サベラ）のみで歌う予定だったが、エルトン・ジョンはコミカルに扱われることに反対していた。ディズニーは当初、映画の中でこの曲を使う予定はなかったが、ジョンは「ディズニーの伝統に基づく壮大なラブソング」だと断言し、「対話よりもライオンが互いに感じ取ることを表す」としている。
後に、シンバ（ジョセフ・ウィリアムズ）とナラ（サリー・ドゥオスキー）のみで歌うことになったが、結局それも取り消しになった。最終的には、主にオフスクリーンのクリストル・エドワーズがシンバとナラと歌い、曲の始めと終わりはティモンとプンバァが歌う形になっている。

## 演奏
- エルトン・ジョン：ピアノ、ボーカル
- デイヴィー・ジョンストーン：ギター、バックボーカル
- チャック・セイボー：ドラムス
- フィル・スポルディング：ベース、バックボーカル
- ガイ・バビロン：キーボード
- キキ・ディー：バックボーカル
- リック・アストリー：バックボーカル
- ロバート・イングランド：バックボーカル

## カバー
- オーストラリアのポップ・スターであるダニー・ミノーグが、イギリスのディズニーTVスペシャルでこの曲を歌った。
- 1997年、ハンク・マーヴィンがアルバム『Hank Plays the music of  Tim Rice & Andrew Lloyd Webber』にこの曲のインストゥメンタル・バージョンを収録している。
- 2000年、ジョン・バロウマンがこの曲のカバーを歌った。
- 2002年、イギリスのポップグループであるS Clubは、最初のアルバム『WOW!〜ディズニーマニア』にこの曲のカバーを提供している。
- 2006年、サラ・パクストンがアルバム『WOW!〜ディズニーマニア4 プレゼンツ・ディズニーロック&ポップ!!ミュージック・アルバム』で、チェコの歌手ズバイネク・ドルダとこの曲をカバーした。
- 2007年、ジョー・マケルダリーはテレビ番組『Xファクター』のオーディションでこの曲を歌ったが落選した。なお、マケルダリーは2009年に再度『Xファクター』に挑戦し、優勝した。
- 2008年、エリオット・ヤミンがアルバム『ディズニーマニア6』でこの曲をカバーした[6]。
- 2009年、フィリピンの歌手ニーナ・ジラードがアルバム『Renditions of the Soul』でこの曲をカバーした。
- マケドニアのポップ・スターであるトシェ・プロエスキはこの曲をカバーした。このトラックは、彼の誕生日である1月25日に発売された。
- 2011年に発表されたヴィジュアル系バンドがディズニー・ソングをカバーしたアルバム『V-ROCK Disney』に、彩冷えるの葵がこの曲をカバーした[7]。
- ブライアン・ウィルソンは、アルバム『In the Key of Disney』でこの曲をカバーし、アルバムは2011年10月25日に発表された。

## チャート
| チャート（1994年）                                       | 最高位 |
| -------------------------------------------------------- | ------ |
| オーストラリア・ARIAチャート                             | 9      |
| オーストリア・シングルチャート                           | 4      |
| フランス・SNEPシングルチャート                           | 1      |
| ドイツ・シングルチャート                                 | 14     |
| アイルランド・シングルチャート                           | 9      |
| ニュージーランド・RIANZシングルチャート                  | 7      |
| スウェーデン・シングルチャート                           | 2      |
| 全英シングルチャート                                     | 14     |
| アメリカ合衆国・ビルボード・ホット100                    | 4      |
| アメリカ合衆国・ビルボード・ホットアダルトコンテンポラリ | 1      |
| チャート（1995）                                         | 最高位 |
| オランダ・メガトップ100                                  | 14     |
| ノルウェー・シングルチャート                             | 4      |
| スイス・シングルチャート                                 | 10     |

| チャート（1994年）                    | 順位 |
| ------------------------------------- | ---- |
| フランス・シングルチャート            | 18   |
| アメリカ合衆国・ビルボード・ホット100 | 18   |
| チャート（1995年）                    | 順位 |
| フランス・シングルチャート            | 23   |

| 国             | 認定     | 日付           | 売上    |
| -------------- | -------- | -------------- | ------- |
| オーストリア   | ゴールド | 1995年2月6日   | 15,000  |
| フランス       | シルバー | 1994年12月21日 | 125,000 |
| スウェーデン   | プラチナ | 1995年3月29日  | 20,000  |
| アメリカ合衆国 | ゴールド | 1994年8月17日  | 500,000 |